# Allô Allô
Pour la chanson d'Ilona Mitrecey, voir Allo, allo.
Allô Allô ('Allo 'Allo!) est une sitcom britannique en 85 épisodes de 25 minutes, créée par David Croft et Jeremy Lloyd et diffusée entre le 30 décembre 1982 et le 14 décembre 1992 sur le réseau BBC.
En France, la série a été diffusée à partir du 3 juillet 1989 sur Canal+.
Il s'agit d'une parodie de la série Secret Army (en), produite et diffusée par la BBC de 1977 à 1979, qui était basée sur l'histoire de la Ligne Comète, un réseau de la Résistance intérieure belge qui exfiltrait des pilotes et des équipages alliés dont les avions avaient été abattus dans les territoires occupés par les nazis. Deux des acteurs de la première série, Hillary Minster et John D. Collins, ont également joué dans la série parodique.

## Synopsis
Cette série comique met en scène René Artois, propriétaire d'un café dans un village (Nouvion, Picardie) de la France occupée. Engagé malgré lui dans la Résistance, il doit faire face à deux officiers  allemands avec lesquels il traficote pour obtenir quelques denrées (et qui en contrepartie détournent des objets de valeur qu'ils lui confient en éveillant les soupçons d'un officier zélé de la Gestapo), à son épouse Édith (qui s'obstine à imposer ses concerts en chantant faux au grand désespoir de la clientèle du café), à sa belle-mère acariâtre et sourde (chez qui il a caché l'émetteur de radio) et enfin à ses deux serveuses et à un lieutenant allemand qui tous trois le trouvent irrésistible !
Afin de représenter quelques langues différentes (Français, Allemand, Anglais et Italien), les personnages parlent la même langue avec les accents différents. (En réalité, Arthur Bostrom, qui joue l'Anglais Officer Crabtree, peut parler français couramment).

## Musique
Le thème de la sitcom, joué au début et à la fin de chaque épisode, fut composé par David Croft, dans le style d'une mélodie française. Elle est en 
 temps, et jouée sur l'accordéon accompagné par un quatuor à cordes.

## Distribution

### Les Français
1. Gorden Kaye : René Francois Artois (et son jumeau René)
2. Carmen Silvera : Édith Melba Artois
3. Rose Hill : Madame Fanny La Fan (la mère d'Édith)
4. Vicki Michelle : Yvette Carte-Blanche
5. Francesca Gonshaw : Maria Recamier (saisons 1-3)
6. Sue Hodge : Mimi Labonq (saisons 4-9)
7. Kirsten Cooke : Michelle "de la Résistance" Dubois
8. Jack Haig : Monsieur Roger Leclerc (saisons 1-5)
9. Derek Royle (saison 6) / Robin Parkinson (saisons 7-9) : Monsieur Ernest Leclerc
10. Kenneth Connor : Monsieur Alphonse

### Les Allemands et les Italiens
- Hilary Minster : General Erich von Klinkerhoffen
- Richard Marner : Colonel Von Strohm
- Guy Siner : Lieutenant Hubert Gruber
- Sam Kelly : Captain Hans Geering (saisons 1-4)
- Kim Hartman : Private Helga Geerhart
- Richard Gibson (saisons 1-8) / David Janson (saison 9) : Herr Otto Flick
- John Louis Mansi : Herr Engelbert Von Smallhausen (saisons 2-9)
- Gavin Richards (saisons 4-6) / Roger Kitter (saison 7) : Captain Alberto Bertorelli

### Les Britanniques
- Arthur Bostrom : Officer (Captain) Crabtree (saisons 2-9)
- John D. Collins : RAF Flight Lt. Fairfax (saisons 1-7)
- Nicholas Frankau : RAF Flight Lt. Carstairs (saisons 1-7)

## Épisodes

### Pilote (1982)
1. Les Britanniques arrivent (The British Are Coming)

### Première saison (1984)
1. Les Britanniques arrivent (The British 'ave Come")
2. Par pigeon voyageur (Pigeon Post)
3. Saville Row à la rescousse (Saville Row to the Rescue)
4. L'Exécution (The Execution)
5. L'Enterrement (The Funeral)
6. Reds Nick Colonel (Reds Nick Colonel)
7. La Danse des jeunesses hitlériennes (The Dance of the Hitler Youth)

### Deuxième saison (1985)
1. Six gros nichons (Six Big Boobies)
2. Le Courtisan de la veuve Artois (The Wooing of Widow Artois)
3. Le Gendarme va passer (The Policeman Cometh)
4. Avec promptitude et style (Swiftly and With Style)
5. Le Duel (The Duel)
6. La Vengeance de Herr Flick (Herr Flick's Revenge)
7. Le Gâteau du château (The Gateau From The Chateau) (épisode de Noël)

### Troisième saison (1986-1987)
1. La Saucisse volée (The Nicked Knockwurst)
2. Gruber fait du hachis (Gruber Does Some Mincing)
3. La Saucisse dans le placard (The Sausage In the Wardrobe)
4. Un coup de génie (Flight of Fancy)
5. De jolies soubrettes s'alignent (Pretty Maids All In A Row)
6. La Grande non-évasion (The Great Un-Escape)

### Quatrième saison (1987)
1. Hans dépasse les limites (Hans Goes Over the Top)
2. La Danse du camp (Camp Dance)
3. Y a plus de bon personnel (Good Staff Are Hard To Find)
4. La Nonne volante (The Flying Nun)
5. La Saucisse dans le pantalon (The Sausages In the Trousers)
6. La Belle-mère à propulsion (The Jet-Propelled Mother-In-Law)

### Cinquième saison (1988-1989)
1. Le Sauvetage de Frau Kinkenrotten (Desperate Doings in the Dungeon)
2. Les Yeux de la pomme de terre (The Camera in the Potato)
3. Développements criminels (Dinner with the General)
4. Le Retour des tableaux (The Dreaded Circular Saw)
5. Denise entre en scène (Otherwise Engaged)
6. Plans de mariage (A Marriage of Inconvenience)
7. Dépression post-matrimoniale (No Hiding Place)
8. Le Canard longue-distance (The Arrival of the Homing Duck)
9. La Conférence des généraux (Watch the Birdie)
10. L'Amoureux secret de Michelle (René - Under an Assumed Nose)
11. L'Invasion britannique (The Confusion of the Generals)
12. Parade de landaus (Who's for the Vatican)
13. Le Casse de la banque (Ribbing the Bonk)
14. Communistes dans le placard (The Reluctant Millionaires)
15. Fausse monnaie et poissonniers  (A Duck for Launch)
16. L'Hôpital (The Exploding Bedpan)
17. Les Plumes (Going Like a Bomb)
18. Leclerc dos au mur (Money to Burn)
19. Les puddings de Noël (Puddings Can Go Off)
20. Toutes mines dehors ! (Land Mines for London)
21. Tout le monde à bord ! (Flight to Geneva)
22. Le Genève-Express (Train of Events)
23. Enigma (An Enigma Variation)
24. Renouvellement des vœux (Wedding Bloss)
25. Le Grand élan (Down the Drain)
26. La Fin d'Enigma (All in Disgeese)

### Sixième saison (1989)
1. Le Fantôme de René (Desperate Doings in the Graveyard)
2. Il pleut des Italiens (The Gestapo for the High Jump")
3. L'Oie et le sous-marin (The Nouvion Oars)
4. Jouer le mort de nouveau (The Nicked Airmen)
5. Intelligence déguisée (The Airmen De-Nicked)
6. Peindre la barrière (The Crooked Fences)
7. Le Mariage d'Ernest et Fanny Leclerc (Crabtree's Podgeon Pist)
8. La Crise de Von Klinkerhoffen (Rising to the Occasion)

### Septième saison (1991)
1. Von Flockenstuffen aux commandes (A Quiet Honeymoon)
2. Enfin libre ! (An Almighty Bang)
3. Escapade amoureuse en Angleterre (Fleeing Monks)
4. Salut Hans ! (Up the Crick Without a Piddle)
5. Lignes de communication (The Gestapo Ruins a Picnic)
6. L'Esprit de Nouvion (The Spirit of Nouvion)
7. Un tonneau plein d'aviateurs (Leg it to Spain!)
8. Bloqué (Prior Engagements)
9. Le Fourgon du marchand de glace (Soup and Sausage)
10. Le Carnaval gitan (René of the Gypsies)
11. titre français inconnu (A Bun in the Oven) (épisode de Noël)

### Huitième saison (hiver 1992)
1. Radio libre Flamenco (Arousing Suspicions)
2. titre français inconnu (A Woman Never Lies)
3. Faire sauter Hitler (Hitler's Last Heil)
4. La Pénurie de plomb (Awful Wedded Wife)
5. Hitler s'échappe (Firing Squashed)
6. titre français inconnu (A Fishful of Francs)
7. L'émigration (A Swan Song)

### Neuvième saison (automne 1992)
1. Contre des moulins à vent (Gone with the Windmill)
2. Disparu et présumé mort (A Tour de France)
3. René Artois est toujours mort (Dead Man Marching)
4. titre français inconnu (Tarts and Flickers)
5. Fosse de sable (A Fishy Send-Off)
6. Le dénouement (A Winkle in Time)

### Spécial10eanniversaire(1994)
1. titre français inconnu (The Best of 'Allo 'Allo)

Cet épisode est composé d'archives, mais contient aussi des scènes inédites.

### The Return of 'Allo 'Allo!(2007)
1. titre français inconnu (The Return of 'Allo 'Allo!)

Cet épisode contient des scènes originales ainsi qu'un documentaire sur l'histoire de la série.